# Callipseustes parambicola
Callipseustes parambicola är en fjärilsart som beskrevs av W. Warren 1900. Callipseustes parambicola ingår i släktet Callipseustes och familjen mätare. Inga underarter finns listade i Catalogue of Life.